# ISO 3166-3
La ISO 3166-3 è la terza parte dello standard ISO 3166, pubblicato dall'Organizzazione internazionale per la normazione, e definisce i codici per i nomi dei Paesi che sono stati cancellati dalla prima parte dello standard, la ISO 3166-1, sin dalla sua prima pubblicazione nel 1974. Il nome ufficiale di questa parte dello standard è Codes for the representation of names of countries and their subdivisions — Part 3: Code for formerly used names of countries (ossia Codici per la rappresentazione dei nomi dei paesi e delle loro suddivisioni - Parte 3: Codici per i nomi di paesi utilizzati in precedenza) e la sua prima pubblicazione risale al 1999.
Nella ISO 3166-3 a ogni nome di Paese ormai in disuso è assegnato un codice alfabetico di quattro lettere. Le prime due lettere sono il codice ISO 3166-1 alpha-2 del Paese mentre le ultime due lettere sono assegnate secondo i seguenti criteri:
- se il Paese ha cambiato nome, viene utilizzato il nuovo codice ISO 3166-1 alpha-2 (ad esempio, la Birmania ha cambiato nome in Myanmar, il cui nuovo codice ISO 3166-1 alpha-2 è "MM"), oppure viene utilizzato lo speciale codice "AA" se il suo codice alpha-2 non è cambiato (ad esempio la Repubblica Socialista Sovietica Bielorussa ha cambiato il suo nome in Bielorussia mantenendo però lo stesso codice alpha-2).

- se il Paese si è fuso con un altro Paese già esistente, viene utilizzato il codice ISO 3166-1 alpha-2 di quest'ultimo Paese (ad esempio la Repubblica Democratica Tedesca si è fusa con la Germania, il cui codice alpha-2 è "DE").

- se il Paese si è diviso in più parti, per indicare che non c'è stato un singolo Paese successore viene utilizzato i codice speciale "HH" (ad esempio, la Cecoslovacchia si è divisa in Repubblica Ceca e Slovacchia), con la sola eccezione di Serbia e Montenegro per cui è utilizzato il codice "XX" onde evitare un duplicato dello stesso codice ISO 3166-3. Il codice alpha-2 "CS" è infatti stato cancellato due volte dall'ISO 3166-1, la prima volta a causa della divisione della Cecoslovacchia e la seconda volta a causa di quella di Serbia e Montenegro.

Oltre al precedente nome del Paese e al suo codice ISO 3166-3, ogni voce dello standard contiene i suoi precedenti codici ISO 3166-1, il loro periodo di validità e i nuovi codici ISO 3166-1 per i Paesi che si sono venuti a creare.
Dopo che un Paese è stato cancellato dalla ISO 3166-1, i suoi codici alpha-2 e alpha-3 vengono conservati come riservati per un periodo di cinque anni per compatibilità con i sistemi precedenti. Allo scadere dei cinque anni, i codici possono essere riassegnati a un altro Paese.
Se un Paese cambia il suo nome senza modificare però i propri confini, il suo codice ISO 3166-1 numerico rimane lo stesso. Ad esempio, quando la Birmania è stata rinominata come Myanmar nel 1989, il suo codice alfabetico è stato cambiato ma non il suo codice numerico, che è rimasto il 104.
Attualmente, sono attivi solo pochissimi domini di primo livello nazionale che utilizzano ancora un codice alpha-2 cancellato dalla ISO 3166-1.

## Codici attualmente presenti
Quella che segue è una lista completa dei codici facenti parte della ISO 3166-3 disposti in ordine alfabetico. Le colonne della lista sono:
- Vecchio nome del Paese, con il nome del Paese ufficialmente utilizzato dalla ISO 3166 Maintenance Agency (ISO 3166/MA).
- Vecchi codici, contenente i codici ISO 3166-1 alpha-2, alpha-3, e numerici.
- Periodo di validità, in cui il codice vecchio codice è stato valido.
- Codice ISO 3166-3, codice di quattro lettere assegnato al vecchio nome del Paese.
- Nomi dei nuovi Paesi e codici, ossia i Paesi eredi e i loro codici ISO 3166-1.

| Vecchio nome del Paese                               | Vecchi codici | Periodo di validità | Codice ISO 3166-3 | Nomi dei nuovi Paesi e codici |
| ---------------------------------------------------- | ------------- | ------------------- | ----------------- | --- |
| Territorio francese degli Afar e degli Issa          | AI, AFI, 262  | 1974-1977           | AIDJ              | Nome modificato in Gibuti (DJ, DJI, 262) |
| Antille Olandesi                                     | AN, ANT, 530  | 1974-2010           | ANHH              | Diviso in: Bonaire, Sint Eustatius e Saba (BQ, BES, 535) Curaçao (CW, CUW, 531) Sint Maarten (SX, SXM, 534) |
| Territorio antartico britannico                      | BQ, ATB, 080  | 1974-1979           | BQAQ              | Fuso con Antartide (AQ, ATA, 010) |
| Birmania                                             | BU, BUR, 104  | 1974-1989           | BUMM              | Nome modificato in Myanmar (MM, MMR, 104) |
| RSS Bielorussa                                       | BY, BYS, 112  | 1974-1992           | BYAA              | Nome modificato in Bielorussia (BY, BLR, 112) |
| Cecoslovacchia                                       | CS, CSK, 200  | 1974-1993           | CSHH              | Diviso in: Repubblica Ceca (CZ, CZE, 203) Slovacchia (SK, SVK, 703) |
| Serbia e Montenegro                                  | CS, SCG, 891  | 2003-2006           | CSXX              | Diviso in: Montenegro (ME, MNE, 499) Serbia (RS, SRB, 688) |
| Isole Canton ed Enderbury                            | CT, CTE, 128  | 1974-1984           | CTKI              | Fuso con Kiribati (KI, KIR, 296) |
| Repubblica Democratica Tedesca                       | DD, DDR, 278  | 1974-1990           | DDDE              | Fuso con Germania (DE, DEU, 276) |
| Dahomey                                              | DY, DHY, 204  | 1974-1977           | DYBJ              | Nome modificato in Benin (BJ, BEN, 204) |
| Terre australi e antartiche francesi                 | FQ, ATF, 260  | 1974-1979           | FQHH              | Diviso in: Parte dell'Antartide (AQ, ATA, 010) (ad esempio la Terra Adelia) Terre australi francesi (TF, ATF, 260) |
| Francia metropolitana                                | FX, FXX, 249  | 1993-1997           | FXFR              | Fuso con Francia (FR, FRA, 250) |
| Isole Gilbert ed Ellice                              | GE, GEL, 296  | 1974-1979           | GEHH              | Diviso in: Kiribati (KI, KIR, 296) Tuvalu (TV, TUV, 798) |
| Alto Volta                                           | HV, HVO, 854  | 1974-1984           | HVBF              | Nome modificato in Burkina Faso (BF, BFA, 854) |
| Isola Johnston                                       | JT, JTN, 396  | 1974-1986           | JTUM              | Fuso con Isole minori esterne degli Stati Uniti d'America (UM, UMI, 581) |
| Isole Midway                                         | MI, MID, 488  | 1974-1986           | MIUM              | Fuso con Isole minori esterne degli Stati Uniti d'America (UM, UMI, 581) |
| Nuove Ebridi                                         | NH, NHB, 548  | 1974-1980           | NHVU              | Nome modificato in Vanuatu (VU, VUT, 548) |
| Terra della Regina Maud                              | NQ, ATN, 216  | 1974-1983           | NQAQ              | Fuso con Antartide (AQ, ATA, 010) |
| Zona neutrale iracheno-saudita                       | NT, NTZ, 536  | 1974-1993           | NTHH              | Diviso in: Parte dell'Iraq (IQ, IRQ, 368) Parte dell'Arabia Saudita (SA, SAU, 682) |
| Territorio fiduciario delle Isole del Pacifico       | PC, PCI, 582  | 1974-1986           | PCHH              | Diviso in: Isole Marshall (MH, MHL, 584) Stati Federati di Micronesia (FM, FSM, 583) Isole Marianne Settentrionali (MP, MNP, 580) Palau (PW, PLW, 585) |
| Isole del Pacifico varie degli Stati Uniti d'America | PU, PUS, 849  | 1974-1986           | PUUM              | Fuso con Isole minori esterne degli Stati Uniti d'America (UM, UMI, 581) |
| Zona del Canale di Panama                            | PZ, PCZ, 594  | 1974-1980           | PZPA              | Fuso con Panama (PA, PAN, 591) |
| Rhodesia Meridionale                                 | RH, RHO, 716  | 1974-1980           | RHZW              | Nome modificato in Zimbabwe (ZW, ZWE, 716) |
| Sikkim                                               | SK, SKM, 698  | 1974-1975           | SKIN              | Fuso con India (IN, IND, 356) |
| URSS                                                 | SU, SUN, 810  | 1974-1992           | SUHH              | Diviso in: Armenia (AM, ARM, 051) Azerbaigian (AZ, AZE, 031) Estonia (EE, EST, 233) Georgia (GE, GEO, 268) Kazakistan (KZ, KAZ, 398) Kirghizistan (KG, KGZ, 417) Lettonia (LV, LVA, 428) Lituania (LT, LTU, 440) Repubblica di Moldavia (MD, MDA, 498) Russia (RU, RUS, 643) Tagikistan (TJ, TJK, 762) Turkmenistan (TM, TKM, 795) Uzbekistan (UZ, UZB, 860) |
| Timor Est                                            | TP, TMP, 626  | 1974-2002           | TPTL              | Nome modificato in Timor-Leste (TL, TLS, 626) |
| Repubblica Democratica del Vietnam                   | VD, VDR, 704  | 1974-1977           | VDVN              | Fuso con Vietnam (VN, VNM, 704) |
| Isola di Wake                                        | WK, WAK, 872  | 1974-1986           | WKUM              | Fuso con Isole minori esterne degli Stati Uniti d'America (UM, UMI, 581) |
| Repubblica Democratica Popolare dello Yemen          | YD, YMD, 720  | 1974-1990           | YDYE              | Fuso con Yemen (YE, YEM, 887) |
| Iugoslavia                                           | YU, YUG, 891  | 1974-2003           | YUCS              | Nome modificato in Serbia e Montenegro (CS, SCG, 891) |
| Zaire                                                | ZR, ZAR, 180  | 1974-1997           | ZRCD              | Nome modificato in Repubblica Democratica del Congo (CD, COD, 180) |

Note
1. ↑  Il codice ISO 3166-1 numerico delle Antille Olandesi è stato cambiato da 532 a 530 dopo la separazione di Aruba nel 1986.
2. ↑  Il periodo di validità è stato corretto da 1974—2011 a 1974—2010 con una ristampa della ISO 3166-3 Newsletter I-6.
3. ↑  Il nome del territorio è stato corretto da "Bonaire, Saint Eustatius e Saba" a "Bonaire, Sint Eustatius and Saba" nella ISO 3166-1 Newsletter VI-9.
4. ↑  Inizialmente per rappresentare l'Unione Statale di Serbia e Montenegro le era stato assegnato il codice ISO 3166-3 "CSHH" (Newsletter I-4), sebbene fosse già stato assegnato alla Cecoslovacchia. La ISO 3166/MA ha in seguito risolto il problema decidendo di assegnare a Serbia e Montenegro il codice ISO 3166-3 "CSXX" (Newsletter I-5).
5. ↑  Sebbene facessero parte dell'URSS, sia la Bielorussia (allora chiamata Repubblica Socialista Sovietica Bielorussa) che l'Ucraina (allora chiamata Repubblica Socialista Sovietica Ucraina) avevano già il proprio codice ISO 3166-1 in quanto membri dell'ONU sin dal 1945.
6. ↑  Timor Est era incluso nella ISO 3166-1 sotto il nome di Timor Portoghese dal 1974 al 1977.
7. ↑  Il codice ISO 3166-1 numerico della Jugoslavia era stato cambiato da 890 (relativo alla Repubblica Socialista Federale di Jugoslavia) a 891 (relativo alla Repubblica Federale di Jugoslavia) nel 1993.

## Modifiche
La ISO 3166/MA aggiorna la ISO 3166-3 ogni volta che sia necessario, naturalmente ogni aggiornamento della ISO 3166-3 è totalmente dipendente da un aggiornamento della ISO 3166-1.
La ISO era solita annunciare le modifiche attraverso delle newsletter che aggiornavano la norma valida al momento dell'emissione e pubblicare poi una nuova edizione dello standard con incluse le modifiche già pubblicate nella newsletter. Da luglio 2013, ogni modifica è invece pubblicata sul catalogo online della ISO e le newsletter non vengono più emesse, sebbene le precedenti restino comunque consultabili sul sito della ISO.
| Edizione/Newsletter | Data di pubblicazione                    | Voci aggiunte/modificate | Note |
| ------------------- | ---------------------------------------- | ------------------------ | --- |
| ISO 3166-3:1999     | 11 marzo 1999                            |                          | Prima edizione della ISO 3166-3                                                                                                   |
| Newsletter I-1      | 15 novembre 2002                         | Timor Est                | In accordo con la ISO 3166-1 Newsletter V-5 e la Newsletter V-6.                                                                  |
| Newsletter I-2      | 22 novembre 2002                         | Francia metropolitana    | Correzione. Voce inavvertitamente omessa nella prima pubblicazione della ISO 3166-3 del 1999.                                     |
| Newsletter I-3      | 23 luglio 2003                           | Iugoslavia               | In accordo con la ISO 3166-1 Newsletter V-8.                                                                                      |
| Newsletter I-4      | 26 settembre 2006                        | Serbia e Montenegro      | In accordo con la ISO 3166-1 Newsletter V-12.                                                                                     |
| Newsletter I-5      | 1º dicembre 2006                         | Nessuno                  | Rettifica della Newsletter I-4 con l'assegnazione del codice CSXX a Serbia e Montenegro.                                          |
| Newsletter I-6      | 14 marzo 2011 (corretto 6 febbraio 2013) | Antille Olandesi         | In accordo con la ISO 3166-1 Newsletter VI-8.                                                                                     |
| ISO 3166-3:2013     | 19 novembre 2013                         |                          | Seconda edizione della ISO 3166-3 (le modifiche sono pubblicate solamente sul catalogo online della ISO e non più su newsletter). |